# Pascagoula (miasto)
Pascagoula – miasto w Stanach Zjednoczonych, w stanie Missisipi, siedziba administracyjna hrabstwa Jackson. Ma około 26 tys. mieszkańców. Głównym pracodawcą miasta jest stocznia Ingalls Shipbuilding.